# 盧揚多區
9°14′49″S 75°59′31″W / 9.2469°S 75.9919°W
盧揚多區（西班牙語：Distrito de Luyando），是秘魯的一個區，位於該國中部瓦努科大區的萊昂西奧帕拉多省，始建於1952年5月27日，面積100.3平方公里，海拔高度620米，2005年人口8,522，人口密度每平方公里85人。